# Tjasjnitski Rajon
Tjasjnitski Rajon (vitryska: Чашніцкі Раён, ryska: Чашницкий район) är ett distrikt i Belarus.   Det ligger i voblasten Vitsebsks voblast, i den norra delen av landet, 140 km nordost om huvudstaden Minsk.